# Napęd niezależny od powietrza

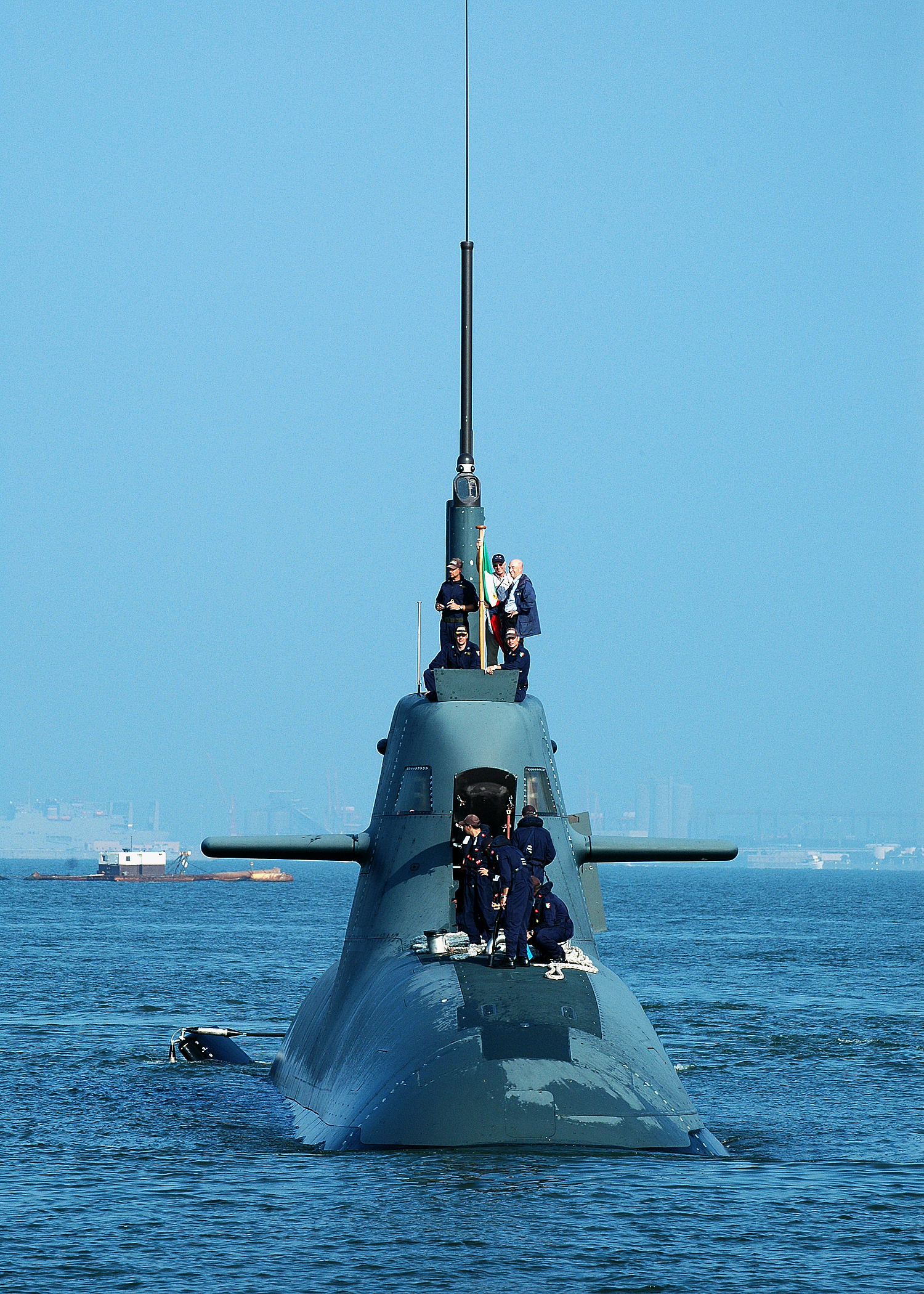
Włoski Salvatore Todaro (2003). Okręt niemieckiego typu 212A, w którym po raz pierwszy na przemysłową skalę zastosowano ogniwa paliwowe w okrętach podwodnych

Napęd niezależny od powietrza (ang. Air Independent Propulsion – AIP) – grupa rodzajów napędu okrętów podwodnych, których działanie nie jest uzależnione od dostępu do powietrza atmosferycznego z zewnątrz okrętu. Wprawdzie wszystkie zasadnicze warunki zaliczenia do tej grupy napędów, spełniają także systemy napędu jądrowego, jednakże zasadniczo nie zalicza się tego rodzaju napędu do grupy systemów AIP, które oparte są na chemicznych źródłach energii. Pierwsze praktyczne próby wdrożenia idei napędu AIP związane są z pracami Hellmutha Waltera w III Rzeszy, jednakże prawdziwy rozwój systemów AIP nastąpił pod koniec zimnej wojny, aby doczekać się praktycznych zastosowań dopiero w latach 90. XX wieku, w postaci systemów opartych na silniku Stirlinga, układzie MESMA oraz ogniwach paliwowych. Okręty podwodne wykorzystujące te technologie, wciąż jednak są jeszcze jednostkami hybrydowymi, w których podstawowym układem napędowym jest tradycyjny układ spalinowo-elektryczny, układ AIP zaś spełnia jedynie rolę pomocniczą. Szybki rozwój technologii podwodnych, już w najbliższej przyszłości powinien jednak zaowocować całkowitym przejściem na napęd niezależny od dostępu powietrza atmosferycznego.

## Geneza
Jak pokazał argentyńsko-brytyjski konflikt o Falklandy-Malwiny, uzależnienie napędu spalinowego od dostępu powietrza atmosferycznego jest piętą achillesową okrętów podwodnych z napędem diesel-elektrycznym. Pomimo to, nawet dla nowoczesnych marynarek okręty z napędem konwencjonalnym stanowią trudnego do pokonania przeciwnika. Co więcej, siła odstraszania nawet niewielkiej floty okrętów diesel-elektrycznych stanowi znaczną komplikację w planowaniu operacji ofensywnej przez wrogą flotę. W płytkich, przybrzeżnych wodach, które są najprawdopodobniejszym teatrem przyszłych konfliktów morskich, jednostki z napędem spalinowo-elektrycznym mogą stanowić duże wyzwanie dla swoich nuklearnych odpowiedników. Atutem jednostek z tego rodzaju napędem są ich rozmiary oraz bezgłośność. Eksportowe niemieckie jednostki typu 209, o wyporności 1200-1500 ton, mają mniejszy czynny przekrój sonarowy (Sonar Cross Section) niż większe okręty z napędem jądrowym (jednostki typu Los Angeles – 6800 ton, czy projektu 971 (NATO: Akula) o wyporności 8000 ton). Korzystając z akumulatorów, współczesne okręty diesel-elektryczne mogą być niezwykle cichym przeciwnikiem. Co więcej, zdolne są do położenia się na dnie morskim – gdzie są praktycznie niewykrywalne – pasywnie oczekując na swój cel. Ponieważ okręty z napędem jądrowym muszą stale pobierać wodę morską w celu chłodzenia rdzenia swojego reaktora, zaś ujęcia wody znajdują się zwykle w dnie okrętu, jednostki tego rodzaju nie dysponują możliwością zalegania na dnie morskim.
Konwencjonalne silniki Diesla czerpią energię z oleju napędowego poprzez utlenianie tlenem zawartym w powietrzu. Powietrze jednak zapewnia nie tylko tlen, lecz jest także czynnikiem termodynamicznym w którym pracuje silnik. Gdy okręt znajduje się w zanurzeniu, powietrze atmosferyczne nie jest dostępne, dlatego tego rodzaju siłownia może działać jedynie przez bardzo krótki czas – do wyczerpania się powietrza wewnątrz okrętu, co jest bardzo niebezpieczne dla załogi jednostki. Wywołuje to konieczność korzystania z energii elektrycznej zgromadzonej w akumulatorach, która jednak dość szybko się wyczerpuje. Najsłabszą stroną okrętów podwodnych z napędem diesel-elektrycznym jest więc potrzeba okresowego wynurzania się celem ładowania akumulatorów; jednostki tej klasy są bardzo łatwo wykrywalne na powierzchni morza, toteż od dziesięcioleci podejmowane są próby uniezależnienia jednostek tej klasy od powietrza atmosferycznego. Najbardziej udanym sposobem było wprowadzenie napędu jądrowego, jednak nie wszystkie państwa, z najróżniejszych przyczyn, mogą sobie pozwolić na posiadanie okrętów tego rodzaju. Alternatywą do napędu nuklearnego jest napęd hybrydowy. W układzie napędowym tego rodzaju, okręt z klasycznym napędem spalinowo-elektrycznym wyposażony jest w dodatkowy układ energetyczny bądź napędowy, działający bez konieczności zapewnienia dostępu do powietrza atmosferycznego. Zdając sobie sprawę z ograniczeń taktycznych okrętów napędzanych systemami uzależnionymi od dostępu powietrza atmosferycznego, konstruktorzy w kilku krajach już przed wybuchem II wojny światowej prowadzili badania, bądź przynajmniej prace teoretyczne, mające w przyszłości doprowadzić do pozbawienia jednostek tej klasy ich podstawowej słabości. Na czoło tych badań wysunęli się konstruktorzy niemieccy.

### Turbina Waltera
W 1936 roku, po uzyskaniu przez Niemcy „legalnej” możliwości pozyskiwania okrętów podwodnych, niemiecki inżynier Hellmuth Walter zaproponował rewolucyjny „podwodny statek”. Podstawowe założenia napędu w obiegu zamkniętym, określanego mianem turbiny Waltera, opracowane zostały przez Waltera już w 1930 roku w stoczni Germaniawerft. Jego dość złożony system napędowy oparty był na rozkładzie wysoko stężonego nadtlenku wodoru (perhydrolu). Perhydrol był przenoszony w zbiorniku poniżej głównego kadłuba sztywnego, skąd ciśnienie wody wypychało go do porcelanowej komory, gdzie wchodził w kontakt z niezbędnym do rozkładu katalizatorem. Wskutek tego procesu powstawała para wodna i tlen o temperaturze 963 °C – przechodzące następnie do komory spalania, gdzie następował zapłon oleju napędowego, oraz – w celu zmniejszenia temperatury i zwiększenia ilości pary – natrysk wody na powstały w procesie spalania gaz.

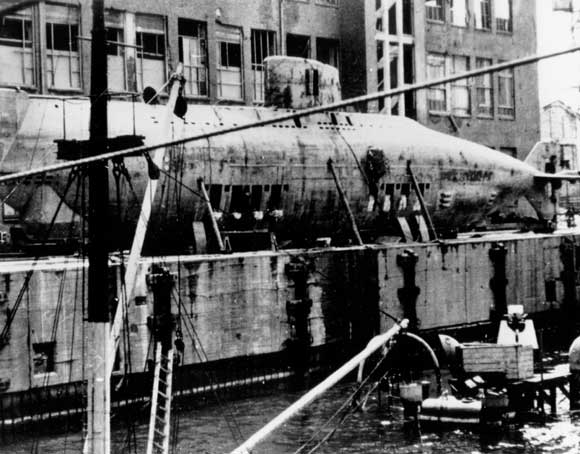
U-1406 w 1945 roku. Widoczne otwarte wrota zbiorników perhydrolu

Mieszanina pary i gazu przenoszona była rurociągami do turbiny, a następnie do kondensatora, gdzie następowało rozdzielenie wody i powstałego w komorze spalania dwutlenku węgla, który był następnie wyprowadzany na zewnątrz okrętu. Po przeprowadzonych z sukcesem próbach w roku 1940, złożono zamówienie na pierwsze okręty podwodne wyposażone w napęd Waltera: V80, U-792 i U-794. Ostatnie z tych okrętów – oznaczone jako typ XVIIA – przyjęto do służby w październiku 1943 roku. Kolejna para okrętów tego typu, U-793 i U-795, weszła do służby w kwietniu 1944. W marcu 1944 U-793 z admirałem Dönitzem pod pokładem, osiągnął pod wodą prędkość 22 węzłów, w czerwcu tego samego roku, U-792 osiągnął prędkość 25 węzłów. Uzyskanie możliwości rozwijania tak wysokich na owe czasy prędkości podwodnych, stanowiło tym większe osiągnięcie, iż jednostki te okazały się łatwe w prowadzeniu przy wysokich prędkościach. Amerykańskie badania przeprowadzone na przejętych po zakończeniu wojny jednostkach, dowiodły jednak, że napęd Waltera był dalece niedopracowany, a wręcz niebezpieczny. Podobne doświadczenia zostały przeprowadzone przez brytyjską Royal Navy, która podjęła początkowo prace nad rozwojem układu napędowego opartego na turbinie Waltera, zarzuciła je jednak na rzecz napędu jądrowego. Nie bez wpływu na to pozostawał fakt, że wysoko stężony nadtlenek wodoru jest materiałem bardzo niebezpiecznym, łatwopalnym przy kontakcie z praktycznie jakimkolwiek innym materiałem.
Obok napędu Waltera testowano także koncepcje napędu w cyklu zamkniętym. W typie okrętów XVIIK, próbowano zastosować działający w zamkniętym obiegu silnik Diesla Kreislauf, wykorzystujący w operacjach podwodnych zmagazynowany tlen. Projekt typu XXXVIW przewidywał zastosowanie systemu opartego na czterech szybkich silnikach Diesla zaadaptowanych z napędów kutrów torpedowych. Również w tym przypadku zamierzano zastosować zmagazynowany tlen jako utleniacz. Ani jeden okręt obu tych typów nie został zbudowany. Systemy w obiegu zamkniętym używające zmagazynowanego tlenu posiadają przewagę większej dostępności tego ostatniego nad perhydrolem używanym przez napęd Waltera, do ich słabych stron natomiast należy waga tlenu zmagazynowanego w stanie gazowym. W celu rozwiązania tego problemu, podjęto studia nad możliwością produkcji tlenu na pokładzie okrętu. Zasadniczo, napęd w oparciu o turbinę Waltera oferował wyższą prędkość podwodną, dzięki systemom obiegu zamkniętego, oraz możliwe było dłuższe przebywanie okrętu pod wodą.
W związku z rozwojem sytuacji wojennej i kurczeniem się niemieckich zasobów, skompletowano jedynie trzy okręty z napędem Waltera wyposażone do walki – były to U-1405, U-1406 oraz U-1407 – wszystkie typu XVIIB. Żaden z nich nie wszedł jednak do służby operacyjnej. Okręty te zapowiadały zbliżającą się rewolucję w konstrukcji okrętów podwodnych – wejścia do użytku operacyjnego jednostek niezależnych od dostępności powietrza atmosferycznego. Wszystkie trzy wybudowane bojowe jednostki z obiegiem zamkniętym w chwili zakończenia wojny znajdowały się w brytyjskiej strefie okupacyjnej – we Flensburgu oraz w Cuxhaven. W związku z ustaleniami podjętymi w trakcie konferencji poczdamskiej w lipcu 1945 roku, U-1406 przejęły Stany Zjednoczone, U-1407 natomiast Wielka Brytania.

### Amerykański napęd obiegu zamkniętego
Amerykańscy, brytyjscy i radzieccy oficerowie marynarki oraz technicy w ruinach III Rzeszy poszukiwali planów i komponentów programu Waltera. Nieskończone i zbombardowane U-1408 oraz U-1410 zostały znalezione przez Brytyjczyków w hamburskiej stoczni Blohm & Voss. W Kilonii, brytyjskie wojska przejęły kontrolę nad w większości niezniszczonym zakładem Walterwerke i aresztowały samego profesora Waltera z jego zespołem, który po dokonanym przez Brytyjczyków wraz z Amerykanami przesłuchaniu, został przerzucony na Zachód. W przeciwieństwie do US Navy, brytyjska Royal Navy odnowiła U-1407 i po pewnych ulepszeniach, 25 września 1945 roku wcieliła go do służby jako HMS „Meteorite”. Siłownia Waltera tego okrętu – określana w programie brytyjskim jako High-Test Peroxide (HTP) – została wymontowana, odnowiona i ponownie zainstalowana.
Amerykańska marynarka wojenna była żywo zainteresowana możliwościami stwarzanymi przez niezależny od dostępu powietrzna zewnętrznego napęd w cyklu zamkniętym. W początkach roku 1945 na konferencji oficerów okrętów podwodnych w Waszyngtonie określono zalety tego rodzaju napędu, oraz wstępne charakterystyki takiego napędu dla okrętu o wyporności podwodnej 1200 ton wyposażonego w siłownie Waltera o mocy 7500 koni mechanicznych i prędkości podwodnej 20 węzłów utrzymywanej przez 12 godzin. Studia przeprowadzone przez Bureau of Ships, ze względów kosztowych określiły preferencję marynarki w postaci napędu w cyklu zamkniętym opartym na przechowywanym tlenie w stanie ciekłym, zamiast na perhydrolu. Na rozważania marynarki nad zastosowaniem tego rodzaju napędów, znacząco wpływała jednak tocząca się już debata nad zastosowaniem napędu jądrowego dla okrętów podwodnych. Po wojnie, nad napędem w obiegu zamkniętym, pracowało kilka agencji. Raport z 1946 roku wskazywał na 6 projektów takiego napędu. Wśród nich znajdował się program Naval Engineering Experiment Station w Annapolis, prowadzony w oparciu o znajdujący się tam 2500-konny napęd Waltera pochodzący z przekazanego do USA U-1406. W ośrodku tym znajdował się także 7500-konny napęd planowany przez Niemców dla typu XXVI oraz 50-konny napęd Kreislauf. Ten ostatni napęd, w amerykańskiej koncepcji, wykorzystywał produkty spalania w silniku Diesla do rozcieńczania ciekłego tlenu lub perhydrolu oraz zmniejszania jego temperatury spalania dla celów podwodnego napędu za pomocą silnika Diesla. Od samego początku jednakże, zdawano sobie sprawę z ograniczeń tego rodzaju napędu – małej mocy oraz dużego poziomu hałasu generowanego przez silniki Diesla. Mimo że wszystkie siłownie obiegu zamkniętego testowane w Annapolis sprawiały wiele problemów, ostatecznie zaproponowano kilka możliwych do zastosowania rozwiązań. Dla pierwszych amerykańskich okrętów mających korzystać z napędu w cyklu zamkniętym – jednostek typu Tang – zaproponowano opartą na turbinie gazowej siłownię Wolverine, która, jak oczekiwano, będzie w stanie zapewnić moc 7500 KM i napędzać okręty tego typu z podwodną prędkością 25 węzłów przez 10 godzin.
W latach 1948–1950 marynarka podjęła studia porównawcze napędów w obiegu zamkniętym oraz nuklearnego. Wyrażano w ich ramach pogląd, iż z uwagi na małą dostępność materiałów niezbędnych dla napędu jądrowego (paliwo jądrowe) oraz konieczność konkurowania przez napęd jądrowy o zasoby materiałów nuklearnych z innymi programami atomowymi, nie jest on konkurencyjny wobec napędu w cyklu zamkniętym. Podobne opinie wyrażało także Biuro okrętów, co nie przeszkadzało w budowie w tym samym czasie prototypu okrętowej siłowni nuklearnej na pustyni w Idaho (Idaho National Laboratory). Analizy te i badania, potwierdziły dowództwu Marynarki, ze potencjał napędu jądrowego daleko przekracza możliwości chemicznego napędu w obiegu zamkniętym, o ile tylko uda się zapewnić niezbędną ilość zasobów nuklearnych. W konsekwencji, badania i fundusze na rozwój napędu chemicznego zostały zatrzymane, a w 1950 roku Kongres autoryzował budowę pierwszego na świecie okrętu podwodnego napędzanego przez siłownię jądrową.

### Radziecki program napędu w obiegu zamkniętym

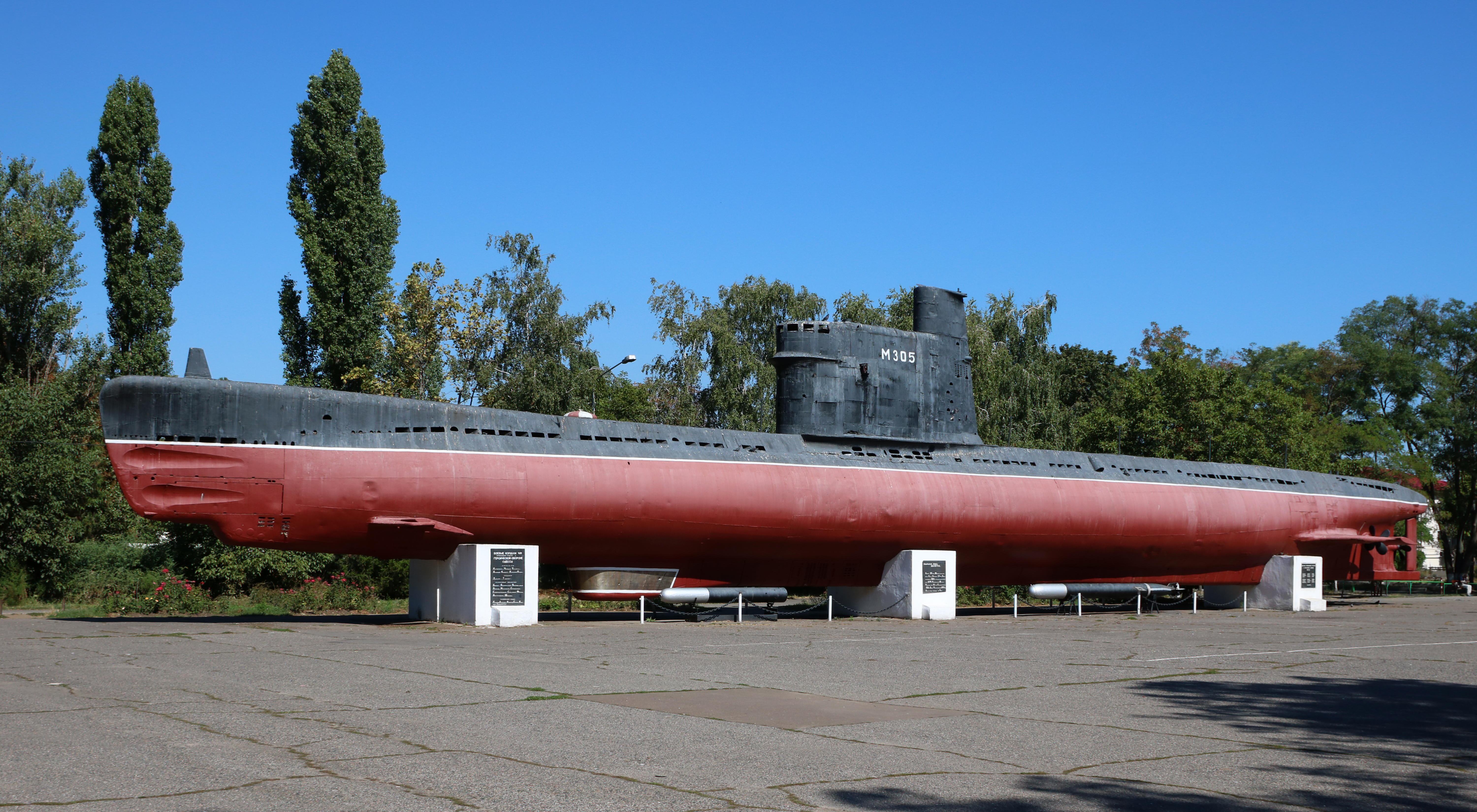
Radziecki М-296 projektu 615

Związek Radziecki przejął po zakończeniu drugiej wojny światowej kilka jednostek niemieckich typu XXI oraz zespół niemieckich naukowców i inżynierów, przy ich pomocy konstruując kilka typów okrętów o przedłużonym czasie operacji podwodnych. Pierwszą względnie udaną próbą stworzenia konstrukcji niezależnej od powietrza atmosferycznego były jednostki projektu 615 (kod NATO: Quebec), wyposażone w dwa standardowe silniki Diesla oraz trzeci dodatkowy silnik Diesla 32D pracujący w obiegu zamkniętym, wykorzystujący zbiornik o pojemności 8,6 t na ciekły tlen do zapewnienia możliwości pracy silnika w zanurzeniu. Silnik ten zapewniał możliwość pływania przez około 100 godzin z prędkością do 3,5 węzła. Maksymalna prędkość podwodna tego okrętu, 15 węzłów, mogła być utrzymana przez prawie 4 godziny, co stanowiło nadzwyczajne osiągnięcie w tym czasie. 23 okręty tego projektu, wybudowane do 1958 roku, były jednak nękane problemami technicznymi związanymi z ciekłym tlenem. Jego parowanie ograniczało możliwość przebywania w morzu do zaledwie dwóch tygodni, zaś stałe przecieki ciekłego tlenu stwarzały niebezpieczeństwo eksplozji, co stało się przyczyną kilku groźnych wypadków. W 1957 roku m.in., zatonęły z tego powodu aż dwie jednostki – M-256 na Bałtyku oraz M-351 na Morzu Czarnym. Problemy te spowodowały próbę modyfikacji napędu, przez zastąpienie ciekłego tlenu ponadtlenkiem sodu, jednak modyfikacja ta nie została ukończona. Budowa będących efektem modyfikacji jednostek projektu 637 została zatrzymana w maju 1960 roku. Do roku 1970 natomiast, wszystkie okręty projektu 615 zostały wycofane ze służby operacyjnej, jednakże jedna jednostka została utrzymana w składzie floty, gdzie służyła jako platforma eksperymentalna do testów powłok anechoicznych.

## Rodzaje napędu AIP
Na przestrzeni kilkudziesięciu ostatnich lat prace nad tym rodzajem napędu prowadzone były w kierunku systemów termicznych oraz elektrochemicznych. Systemami kategorii termicznej wdrożonymi do realizacji są:
- silnik spalinowy tłokowy o spalaniu wewnętrznym (Diesla) pracujący w obiegu zamkniętym – Closed-Cycle Diesel (CCD);
- silnik spalinowy tłokowy o spalaniu zewnętrznym pracujący w obiegu zamkniętym (Stirlinga);
- turbina spalinowa zasilana metanolem w obiegu zamkniętym oraz obieg parowy Rankine’a – Module d’Energie Sous-Marine (MESMA).

W zakresie systemów elektrochemicznych badania skupiły się na jednym rodzaju napędu – ogniwach paliwowych.

### Silnik Diesla w obiegu zamkniętym
Silnik Diesla dostosowany do pracy w obiegu zamkniętym na powierzchni pobiera powietrze i usuwa spaliny do atmosfery.
W zanurzeniu aktywowany jest następujący cykl zamknięty:
- Pobranie przez silnik mieszaniny gazów: dwutlenku węgla, tlenu i argonu.
- Spalanie paliwa.
- Wydech spalin składających się głównie z dwutlenku węgla i argonu (w zmienionych proporcjach) oraz pary wodnej w temperaturze około 450 °C.
- Schładzanie spalin do 80 °C w zraszaczu przez wtryśnięcie rozpylonej wody zaburtowej.
- Rozpuszczenie (absorpcja) nadmiaru dwutlenku węgla ze spalin w warunkach wysokiego ciśnienia w doprowadzanej z zewnątrz wodzie morskiej w absorberze; wypompowanie wody z rozpuszczonym gazem na zewnątrz.
- Osuszenie spalin w separatorze wody; usunięcie skroplonej wody za burtę.
- Dodanie do spalin tlenu ze zbiorników okrętu i uzupełnienie strat argonu.
- Podanie powstałej mieszaniny o składzie identycznym z wyjściowym do silnika.

Specjalny system (Water Management System – WMS) dostarcza wodę do pozostającego pod wysokim ciśnieniem cyklu zamkniętego i usuwa ją po wykorzystaniu, aby uniezależnić jego działanie od ciśnienia wody na zewnątrz kadłuba, które zależy od aktualnej głębokości zanurzenia okrętu.
Mimo zalety jaką jest uniezależnienie napędu od powietrza atmosferycznego, napęd w obiegu zamkniętym ma szereg wad które powodują, że nie jest on stosowany. Głównymi wadami tego systemu są niska sprawność silników sięgająca zaledwie 30-35%, spowodowana zakłóceniami w spalaniu paliwa w nietypowej mieszaninie gazów, a także związany z charakterem silnika spalinowego duży poziom generowanego hałasu.

### Silnik Stirlinga
Rozwiązanie opatentowane w 1816 roku, przez szkockiego pastora Roberta Stirlinga, który oparł zasady działania silnika na termodynamice, czyli przekształceniu energii cieplnej w energię mechaniczną. Sprawność takiego silnika była większa od używanych powszechnie silników spalinowych o spalaniu wewnętrznym. Istotną cechą jest to, iż z uwagi na zewnętrzną komorę spalania, silnik taki mógł być zasilany dowolnym paliwem po uprzednim dostarczeniu mu ciepła. W wyniku spalania oleju napędowego – do czego wykorzystywany jest ciekły tlen – powstaje energia cieplna, która w wyniku procesów termodynamicznych zamieniana jest na energię mechaniczną, a następnie przez generator prądu stałego na prąd elektryczny.

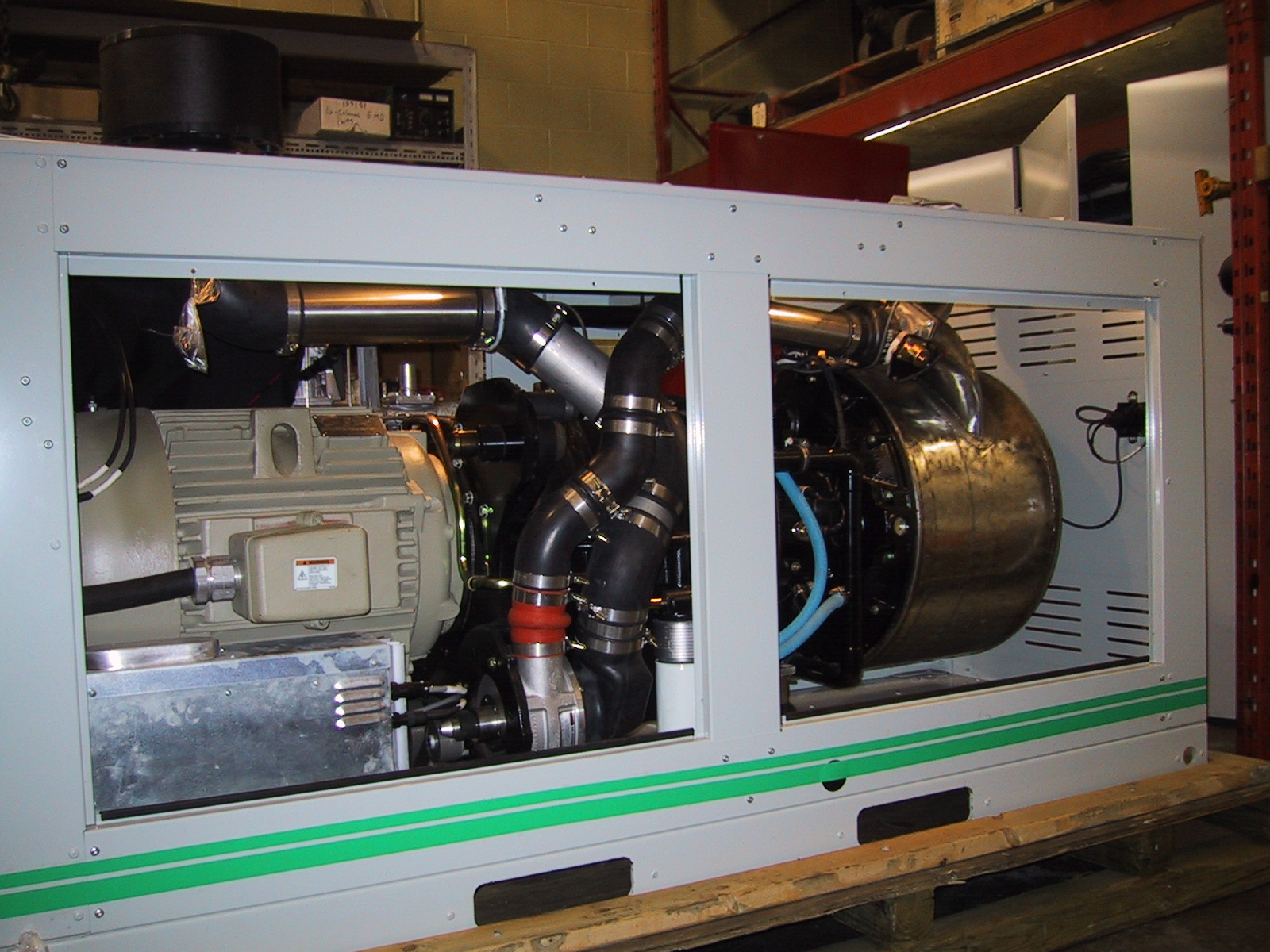
Egzemplarz silnika Stirlinga

Wykorzystywany do spalania paliwa ciekły tlen, przechowywany jest w specjalnych zbiornikach schładzanych do około –180 °C. Sprawność takiego układu wynosi około 40%. Mieszanina złożona w 20% z oleju napędowego oraz w 80% z ciekłego tlenu, spalana jest w komorze spalania, a powstałe w wyniku spalania ciepło dostarczane jest następnie do wymiennika ciepła wewnątrz dużej komory przypominającej kształtem dzwon. Odzyskana po spaleniu mieszanki energia cieplna przywracana jest do obiegu czynników energetycznych. Czynnikiem roboczym jest hel, który po ogrzaniu rozpręża się po jednej stronie tłoka, a schłodzony spręża po drugiej, powodując jego ruch w obu kierunkach, a tym samym obrót wału korbowego. Aparat absorbujący, mieszając gazy spalinowe z wodą chłodzącą, schładza je z temperatury około 800 °C do około 25 °C. Schłodzone w ten sposób spaliny wydalane są za burtę bez wytwarzania demaskujących okręt pęcherzyków. Do minimum zmniejszono również możliwość wykrycia okrętu czujnikami termicznymi.
Zaletą silnika Stirlinga jest możliwość pracy przez okres uzależniony od pojemności zbiorników z tlenem, na głębokości, która jest ograniczona w zasadzie tylko wytrzymałością kadłuba sztywnego. Utrzymywane w komorze spalania ciśnienie gazu na poziomie od 2 do 3 MPa umożliwia bezpośrednie odprowadzanie spalin za burtę w zakresie głębokości do 300 metrów, a za pomocą specjalnej sprężarki nawet do 600 metrów. Dodatkowo w czasie pracy silniki te emitują niewielki poziom hałasu. Wadą systemu Stirlinga jest możliwość pracy jedynie przy prędkości nie większej niż 6 węzłów, a więc stosunkowo niewielkiej. Zwiększenie prędkości ponad tę prędkość powoduje konieczność przejścia na pracę silników elektrycznych, a co z tym idzie pobór prądu z baterii akumulatorów. W 1988 roku marynarka wojenna Szwecji przebudowała okręt podwodny „Näcken”, wstawiając w kadłub dodatkową sekcję z dwoma silnikami Stirlinga. Doświadczenia zebrane przy badaniach przeprowadzonych na tej jednostce, zaowocowały wybudowaniem serii trzech okrętów typu Gotland.

### MESMA

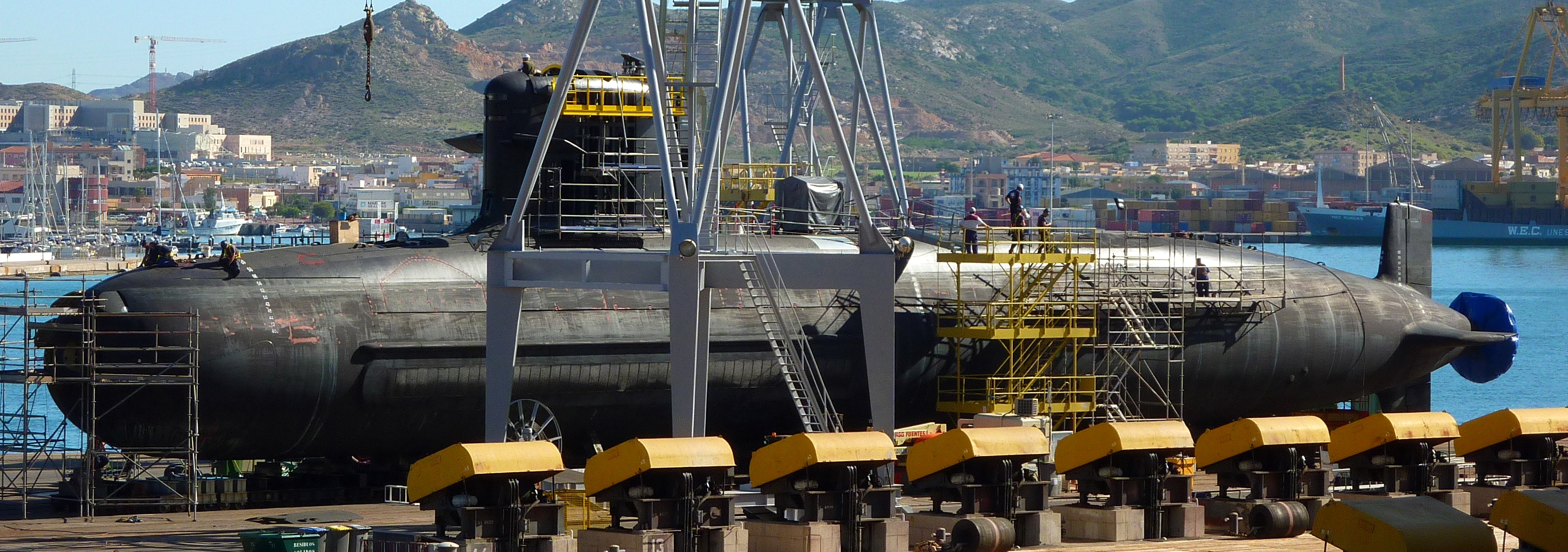
Malezyjski „Tun Razak” typu Scorpène

Układ ten oparty na wytwarzaniu energii cieplnej poprzez proces spalania mieszanki gazowej złożonej z tlenu i etanolu. Ciekły tlen magazynowany jest w specjalnych zbiornikach w bardzo niskiej temperaturze, za pomocą specjalnych pomp kriogenicznych dostarczany do wyparownika, a następnie odparowany w postaci gazu do komory spalania. W wyniku spalania mieszanki
powstają spaliny używane do podgrzania obiegu wtórnego, a część pary dostarczana jest do skraplacza, gdzie ulega schłodzeniu i pod postacią wody dostarczana jest powtórnie do wymiennika ciepła. Produkt spalania, czyli dwutlenek węgla wydalany jest za burtę. Para wtórnego obiegu poprzez generator pary napędza turbinę do pracy na śrubę, a także alternator do ładowania baterii akumulatorów.
Zasada działania tego układu jest bardzo podobna do zasady funkcjonowania siłowni nuklearnej, jednakże temperatura w obiegu pierwotnym wytwarzana jest w procesie spalania mieszanki tlenu i etanolu, a nie w reakcji jądrowej. Długotrwałość przebywania pod wodą bez konieczności wynurzenia, może przekraczać dwa tygodnie. Prędkość przy wykorzystaniu tego rodzaju napędu jest ograniczona do około 4 węzłów, zaś sprawność systemu wynosi jedynie nieco ponad 20%. Szybsze poruszanie się wymaga przejścia na napęd z użyciem tradycyjnego silnika elektrycznego. W napęd tego rodzaju wyposażony jest pakistański okręt „Hamzaa” typu Agosta 90B (znanego także jako Khalid), wyprodukowany przez francuskie konsorcjum DCNS, a także – jako opcja, w oferowanych przez tę stocznię jednostkach typu Scorpène.

### Ogniwa paliwowe
Ogniwo paliwowe jest urządzeniem zamieniającym bezpośrednio energię chemiczną paliwa w energię elektryczną bez zamiany energii chemicznej na energię cieplną, a wprost z reakcji chemicznej. Zasadę działania ogniw wodorowych opracował w 1838 roku szwajcarski chemik Christian Schönbein, zaś pierwsze działające ogniwo skonstruował rok później Walijczyk Sir William Grove. Ogniwo takie nie ma części ruchomych, działa bezszumowo, a jego jedyną substancją odpadową jest woda. Przez ponad wiek ogniwa paliwowe były zaledwie ciekawostką laboratoryjną, a ponowna konstrukcja tego rodzaju ogniw nastąpiła dopiero w amerykańskim programie kosmicznym Apollo, później zaś w programie wahadłowców kosmicznych, w których były używane do zasilania statków kosmicznych w energię elektryczną, wykorzystywano wytwarzaną wodę. Pierwszą jednostką podwodną w której zastosowano ogniwa paliwowe, był skonstruowany pod wpływem katastrofy USS „Thresher”, zwodowany w 1970 roku podwodny pojazd ratowniczy Deep Submergence Rescue Vehicle (DSRV).

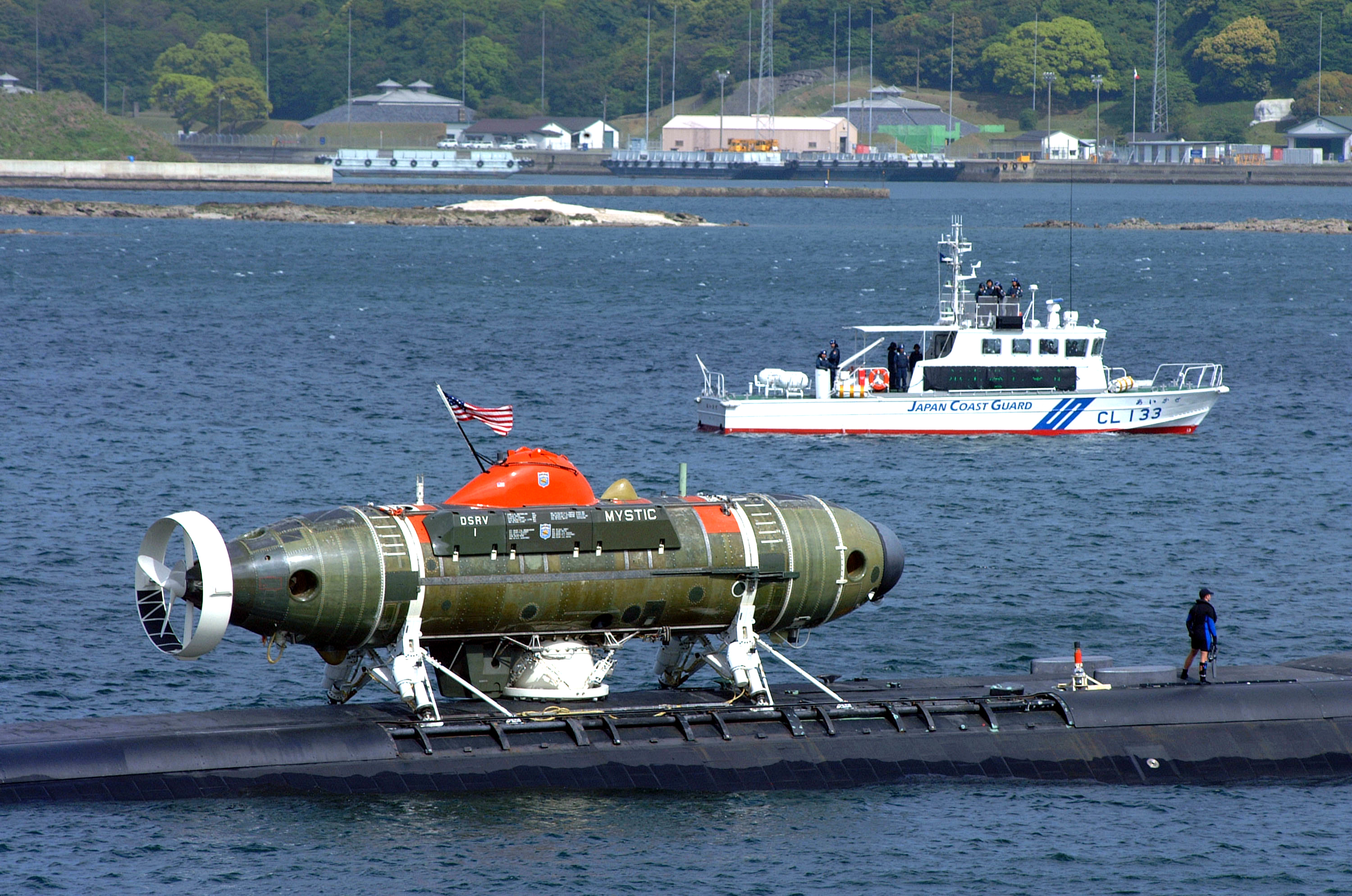
Zasilany energią z ogniw paliwowych Deep Submergence Rescue Vehicle (DSRV)

Ten rodzaj napędu bazuje na połączonych w moduły ogniwach paliwowych, z polimerowymi membranami elektrolitycznymi (Polymer Electrolyte Membrane – PEM). Ogniwa tego typu pracują w temperaturze poniżej 80 °C, do elektrod rozdzielonych membraną dostarczane są wodór jako paliwo oraz tlen jako utleniacz. W wyniku zachodzącej reakcji chemicznej powstaje energia elektryczna oraz woda jako produkt uboczny. Woda magazynowana jest w specjalnych zbiornikach i może być usunięta za burtę w dowolnym momencie. Wytworzony prąd może służyć do ładowania baterii akumulatorów lub być wykorzystany bezpośrednio do napędu silnika elektrycznego. Do zalet tego typu napędu zaliczyć można bardzo dużą sprawność przy stosunkowo niskim poziomie generowanego przy pracy hałasu, a także brak konieczności usuwania za burtę spalin. Długość pracy systemu bez konieczności wynurzania się wynosi nieco ponad 2 tygodnie. Do wad zaliczyć trzeba konieczność chłodzenia elektrolitu oraz konieczność bezpiecznego magazynowania tlenu i wodoru.

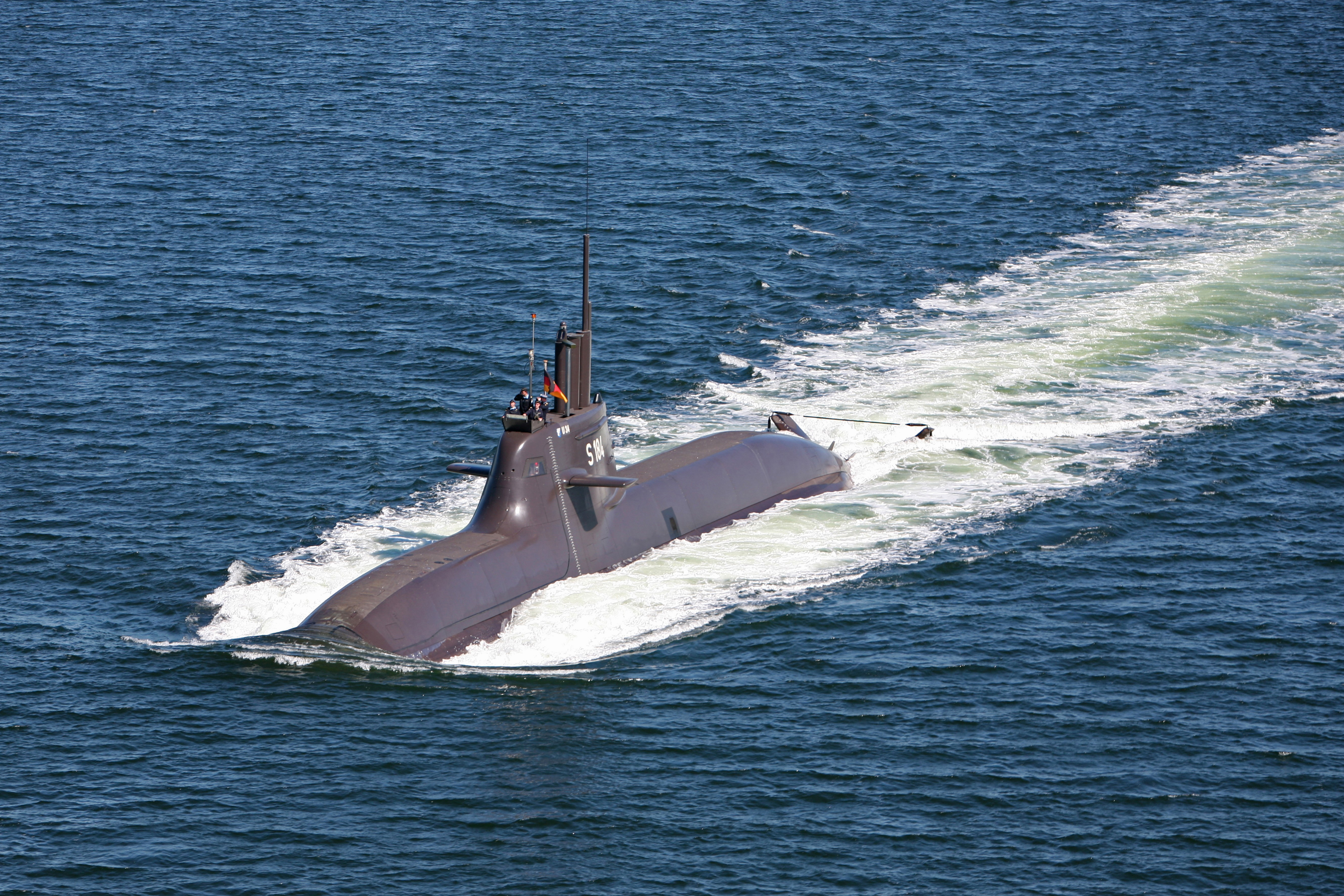
Niemiecki U-34 typu 212A z układem ogniw paliwowych

W latach 60. XX wieku możliwością zasilania okrętów podwodnych energią z ogniw paliwowych zainteresowała się Szwecja. Konstruktorzy szwedzcy jednakże, powodowani obawami związanymi z niebezpieczeństwem używania na pokładzie okrętu podwodnego wodoru, nie zdecydowali się na użycie ogniw, skupiając się na pracach nad napędem w obiegu zamkniętym przy użyciu silnika Stirlinga. W roku 1981, po blisko 2 dekadach eksperymentów, program budowy napędu z wykorzystaniem tego źródła energii rozpoczęto w RFN. Jego programu był eksperymentalny rejs U-1 typu 205, mający na celu demonstrację technologii. W tym celu okręt wyposażono w 16 alkalicznych 6 kilowatowych ogniw paliwowych. Eksperyment okazał się sukcesem, jednakże po zakończeniu testów w marcu 1989 roku i powrocie do stoczni HDW, przywrócono jednostce oryginalną konwencjonalną konfigurację napędu. Wyniki eksperymentów okazały się na tyle zachęcające, że Niemcy zrezygnowały z opracowywania nowego typu jednostek 211 z napędem diesel-elektrycznym, koncentrując się na opracowaniu jednostek typu 212, po raz pierwszy łączących konwencjonalny napęd diesel-elektryczny z alternatywnym napędem elektrycznym czerpiącym energię z ogniw paliwowych. Okręty te weszły do służby w marynarkach Niemiec i Włoch, a jednostki podobnego, lecz mniej wyrafinowanego typu 214, zostały sprzedane Grecji.
Nie tylko konstruktorzy w Niemczech rozwijają technologię ogniw paliwowych. Od początku roku 1990 technologią tą zainteresowana była brytyjska stocznia Vickers Shipbuilding and Engineering (VSEL), która po przestudiowaniu szeregu innych opcji AIP doszła do wniosku, że ogniwa paliwowe mają największy potencjał. W 1994 roku rząd brytyjski zdecydował o zaprzestaniu korzystania z okrętów z napędem niejądrowym, oraz zaprzestaniu wsparcia dla rozwoju technologii niejądrowych. W Stanach Zjednoczonych prace badawcze nad bezpiecznymi formami ogniw paliwowych prowadzi m.in. agencja naukowo-badawcza DARPA, pracująca nad rozwojem m.in. węglanowych ogniw paliwowych (MCFC), w których ogniwa paliwowe ze stopionym węglanem pracują w temperaturze 650 °C, i według danych DARPA osiągają 58-65% sprawności. Spośród wszystkich publicznie dziś znanych rodzajów chemicznego napędu niezależnego, bądź o zmniejszonej zależności od powietrza atmosferycznego, ogniwa paliwowe mają największy potencjał. Z tego też powodu, Niemcy planują, że następcy okrętów typu 212 będą jednostkami całkowicie polegającymi na ogniwach paliwowych, bez instalacji w tych jednostkach innych rodzajów napędu.